# Theogallin
Theogallin con fórmula química C14H16O10 es un ácido trihidroxibenzoico glicósido, un tipo de compuesto polifenólico presente en el té en el que se ha caracterizado como un umami compuesto potenciador. El compuesto también se puede encontrar en las frutas de Arbutus unedo.
En ratas, theogallin, o su metabolito ácido quínico, pueden moverse a través de la barrera sangre-cerebro y pueden obtener la mejora de las actividades de cognición.